# علي طيب نيا
علي طَيّب نيا ((بالفارسية: علی طیب‌نیا), من مواليد 5 أبريل 1960) هو أكادمي وخبير اقتصادي إيراني. يشغل منصب وزير الاقتصاد في حكومة حسن روحاني منذ 15 أغسطس 2013.